# سیارک ۱۶۲۸۰
سیارک ۱۶۲۸۰ (به انگلیسی: 16280 Groussin، نامگذاری:2000LS6) شانزده هزار و دویست و هشتادمین سیارک کشف شده‌است که در ۱ ژوئن ۲۰۰۰ کشف شد.
قدر مطلق سیارک برابر ۱۷.۰ است.